# Syphrea
Syphrea is een geslacht van kevers uit de familie bladkevers (Chrysomelidae).
De wetenschappelijke naam van het geslacht werd in 1876 gepubliceerd door Joseph Sugar Baly.

## Soorten
- Syphrea curtipes (Bechyne, 1997)
- Syphrea jolyi (Bechyne, 1997)
- Syphrea trifurcata (Bechyne, 1997)